# Stanley (North Dakota)
 Denne artikel omhandler byen Stanley (North Dakota). Der er også andre byer med dette navn, se Stanley (Falklandsøerne).
Stanley er en amerikansk by og administrativt centrum for det amerikanske county Mountrail County i staten North Dakota. I 2000 havde byen et indbyggertal på 1.279.
48°18′53″N 102°23′18″V / 48.3147°N 102.3883°V